# Yannick Vaugrenard

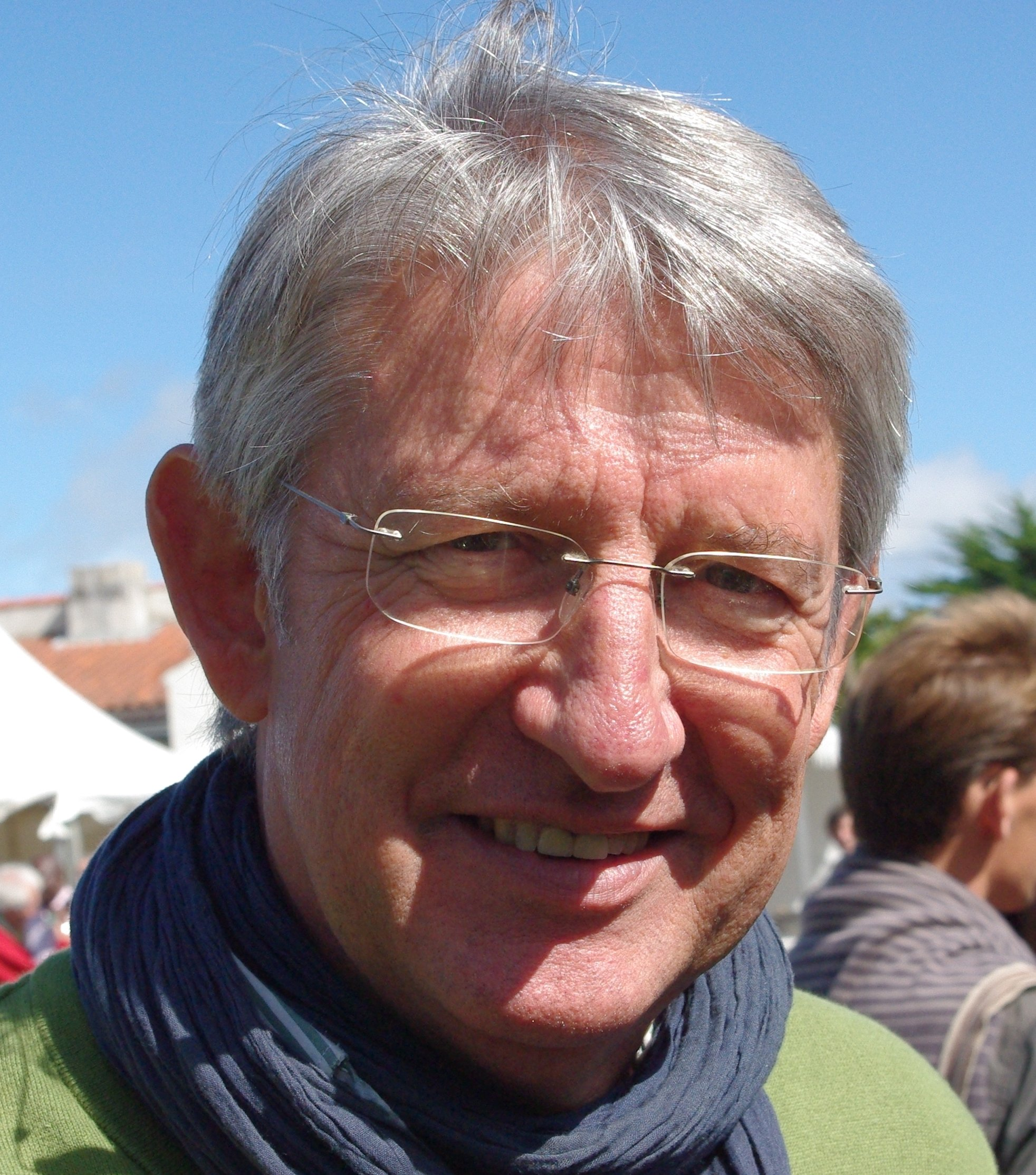
Yannick Vaugrenard (2011)

Yannick Vaugrenard este un om politic francez, membru al Parlamentului European în perioada 2004-2009 din partea Franței. 
1. ↑   http://www.senat.fr/senateur/vaugrenard_yannick11066q.html Lipsește sau este vid: |title= (ajutor)
2. ↑  senat.fr, accesat în 23 aprilie 2022
3. ↑  Deputații în Parlamentul European, accesat în 19 august 2024